# De uovervindelige (film fra 1987)
De uovervindelige (originaltitel: The Untouchables) er en amerikansk film fra 1987, instrueret af Brian De Palma. Blandt skuespillerne ses Kevin Costner, Sean Connery, Robert De Niro og Andy Garcia.
Sean Connery vandt en Oscar for bedste birolle for sin rolle som James Malone.

## Handling
Skattevæsenet udpeger Elliot Ness (Kevin Costner) til at skaffe beviser for, at Al Capone (Robert De Niro) har begået økonomisk kriminalitet. Ness får to ukorrupte politibetjente og en revisor til hjælp. 

## Medvirkende
- Kevin Costner – Eliot Ness
- Sean Connery – Jim Malone
- Charles Martin Smith – Agent Oscar Wallace
- Andy Garcia – Agent George Stone/Giuseppe Petri
- Robert De Niro – Al Capone
- Richard Bradford – Police Chief Mike Dorsett
- Jack Kehoe – Walter Payne